# Orepukia nota
Orepukia nota – gatunek pająka z rodziny Cycloctenidae. Występuje endemicznie na Nowej Zelandii.

## Taksonomia
Gatunek ten opisany został po raz pierwszy w 1973 roku przez Raymonda Roberta Forstera i Cecila Louisa Wiltona w czwartej części monografii poświęconej pająkom Nowej Zelandii. Jako miejsce typowe wskazano Thompson Sd we Fiordlandzie.

## Morfologia
Holotypowy samiec ma karapaks długości 3,9 mm i szerokości 2,8 mm oraz opistosomę (odwłok) długości 3,6 mm i szerokości 2,2 mm. Allotypowa samica ma karapaks długości 3,8 mm i szerokości 2,2 mm oraz opistosomę długości 3,6 mm i szerokości 2,8 mm. Karapaks jest ciemnobrązowy z jasnożółtymi znakami. Ośmioro oczu rozmieszczonych jest w dwóch rzędach, spośród których w widoku grzbietowym przedni jest prosty, a tylny lekko odchylony. W widoku od przodu przedni rząd jest prosty, a tylny odchylony mocniej niż w widoku grzbietowym. Szczękoczułki mają po 1 zębie i żeberku na przednich krawędziach bruzd i po 2 zęby na ich krawędziach tylnych. Odnóża są pomarańczowobrązowe z szarobrązowym obrączkowaniem. Kolejność par odnóży od najdłuższej do najkrótszej to: IV, I, II, III. Pazurki górne mają 9 lub 10 ząbków, zaś pazurki dolne 4 ząbki. Opistosoma jest z wierzchu czarniawobrązowa z dwiema parami jasnych plamek oraz trzema poprzecznymi rzędami jasnych łatek. Na jej spodzie występują szeregi jasnych kropek. Zaopatrzona jest w półksiężycowaty, trzykrotnie szerszy niż dłuższy stożeczek z krótkimi włoskami.

## Występowanie i ekologia
Gatunek ten jest endemitem Nowej Zelandii, znanym z regionów Southland i West Coast na Wyspie Południowej. Spotykany był w butwiejących kłodach i pod nimi oraz wśród mchów i pod kamieniami.